# Emilia Koustova
Emilia Koustova, née en 1976, est une traductrice et une historienne spécialiste d'histoire et civilisations russes et soviétiques.

## Biographie
En 1999, Emilia Koustova est diplômée en histoire de l’Université d'état de Moscou. En 2003, elle soutient la thèse intitulée Les fêtes révolutionnaires dans la Russie soviétique, 1917-1920 à la Scuola superiore di studi storici di San Marino (it) sous la direction de Jacques Revel. Elle complète sa formation par un master de traduction qu'elle effectue à Paris. Elle traduit du russe au français et inversement.
Depuis 2010, elle est maîtresse de conférences puis professeur des universités en civilisation russe à l’Université de Strasbourg. Elle dirige le Département d’études slaves. Ses recherches portent sur la culture commémorative bolchevique, la mémoire historique en Russie, la presse et la propagande durant la Seconde guerre mondiale, ainsi que les politiques de la mémoire dans la Russie contemporaine.
En 2017, elle dirige une publication sur la culture visuelle des commémorations d’Octobre, de 1918 à 1990. Il s'agit d'une étude sur la commémoration à travers de nombreuses sources iconographiques : affiches, banderoles, films, cartes postales, vaisselles, timbres, papier de bonbons, etc. La célébration fait référence à la culture ouvrière, elle est ritualisée par un défilé suivi d'un meeting.
En 2020, Emilia Koustova dirige Combattre, survivre, témoigner : expériences soviétiques de la Seconde guerre mondiale. Cet ouvrage s'appuie sur des journaux intimes, des témoignages, des vécus par les Soviétiques au front, à l'arrière ou en territoire occupé. Emilia Koustova propose une chronologie de la construction du récit soviétique de la guerre. Elle revient sur les non-dits de cette mémoire culte du conflit. Elle souligne le paradoxe entre les témoignages individuels sollicités par le pouvoir et les silences imposés par celui-ci.

## Traductions

### Du russe au français
- Igor Kostine (trad. de l'ukrainien), Tchernobyl : confessions d'un reporter, Paris, France Inter, 2006, 240 p. (ISBN 2-912485-97-5)
- Alain Blum et Yuri Shapoval, Faux coupables : surveillance, aveux et procès en Ukraine soviétique, 1924-1934, Paris, CNRS Éditions, 2012, 348 p. (ISBN 978-2-271-07279-5)).

### Du français au russe
- (ru) Alan Blum, Naître, vivre, mourir en URSS, Moscou, Novoe izdatel’stvo, 2005
- (ru) Juliette Cadiot, Le laboratoire impérial. Russie – URSS, 1860-1940., Moscou, NLO, 2010

- (ru) Sabine Dullin, Hommes d’influence. Les ambassadeurs de Staline en Europe, 1930-1939, Moscou, Rosspèn, 2009
- (ru) Catherine Gousseff, L’exil russe ou l’avènement du réfugié moderne. Regards sur les parcours en France (1920-1950), Moscou, NLO, 2013

## Directions d'ouvrages
- Le spectacle de la révolution. Culture visuelle des commémorations d’Octobre, en URSS et ailleurs, Lausanne, Antipodes, 2017, 303 p. (ISBN 978-2-88901-135-3)
- Combattre, survivre, témoigner : expériences soviétiques de la Seconde guerre mondiale, Strasbourg, Presses universitaires de Strasbourg, 2020, 469 p. (ISBN 979-10-344-0036-2)